# CJB 뉴스 (1800)
《CJB 뉴스 (1800)》는 CJB JOY FM(청주 FM 101.5MHz, 충주 97.9MHz)에서 매일 저녁 6시에 방송되었던 라디오 뉴스 프로그램이다.